# Flusso di esecuzione
Il flusso di esecuzione di un programma è l'ordine di esecuzione della sequenza di istruzioni che compongono il programma stesso a partire dall'input (variabili o dati di ingresso), passando per la loro elaborazione, fino all'output (risultato o dati in uscita). Il tutto secondo quanto stabilito dal rispettivo codice sorgente (implementazione in linguaggio di programmazione dell'algoritmo risolutivo), tipicamente sotto il controllo di strutture di controllo di flusso (strutture condizionali e cicli iterativi). Può essere visto e rappresentato anche attraverso un diagramma di flusso dell'algoritmo risolutivo del problema iniziale dato.